# Балсамова ела
Балсамовата ела (Abies balsamea) е вид ела от семейство Борови (Pinaceae). Видът е незастрашен от изчезване.

## Разпространение
Този вид се среща в югоизточна Канада и североизточни Съединени американски щати.